# Oswaldo Henríquez
1. | Oswaldo Henríquez                                                             |                                                                                  |                                                                                     |
| Bocanegra em 2019 pelo Vasco da Gama                                          |                                                                                  |                                                                                     |
| Informações pessoais                                                          |                                                                                  |                                                                                     |
| Nome completo                                                                 | Oswaldo José Henríquez Bocanegra                                                 | Oswaldo José Henríquez Bocanegra                                                    |
| Data de nascimento                                                            | 10 de março de 1989 (36 anos)                                                    | 10 de março de 1989 (36 anos)                                                       |
| Local de nascimento                                                           | Santa Marta (Magdalena), Colômbia                                                | Santa Marta (Magdalena), Colômbia                                                   |
| Nacionalidade                                                                 | colombiano                                                                       | colombiano                                                                          |
| Altura                                                                        | 1,86 m                                                                           | 1,86 m                                                                              |
| Pé                                                                            | Destro                                                                           | Destro                                                                              |
| Apelido                                                                       | Boca                                                                             | Boca                                                                                |
| Informações profissionais                                                     |                                                                                  |                                                                                     |
| Clube atual                                                                   | Bnei Sakhnin                                                                     | Bnei Sakhnin                                                                        |
| Posição                                                                       | Zagueiro                                                                         | Zagueiro                                                                            |
| Clubes de juventude                                                           |                                                                                  |                                                                                     |
|                                                                               | Millonarios                                                                      |                                                                                     |
| Clubes profissionais2                                                         |                                                                                  |                                                                                     |
| Anos                                                                          | Clubes                                                                           | Jogos e gol(o)s                                                                     |
| 2007–2015 2013 2014 2016–2018 –2020 –                                         | Millonarios → Querétaro (emp.) → Chiapas (emp.) Sport Vasco da Gama Bnei Sakhnin | 00178 0000(6) 00023 0000(0) 00000 0000(0) 00063 0000(1) 00040 0000(1) 00000 0000(0) |
| Seleção nacional                                                              |                                                                                  |                                                                                     |
| 2011                                                                          | Colômbia Sub-20                                                                  |                                                                                     |
| 2 Partidas e gols totais pelos clubes, atualizadas até 8 de dezembro de 2019. |                                                                                  |                                                                                     |

Oswaldo José Henríquez Bocanegra, mais conhecido como  Bocanegra  ou Oswaldo Henriquez, (Santa Marta (Magdalena), 10 de Março de 1989), é um futebolista colombiano que atua como zagueiro. Atualmente, está no Bnei Sakhnin.

## Carreira

### Millonarios
Ele jogou em várias equipes amadoras de Santa Marta até que ele teve a oportunidade de vir a ser testado nas divisões de base do Millonarios em 2007 . Ele jogou na categoria juventude daquele ano e, em seguida, em Primeira C, sendo campeão desta categoria em 2008.
Embora tendo estreado na equipe profissional em novembro de 2007 em uma partida do campeonato contra o Equidade no telhado do estádio e, embora jogos disputados Copa Colômbia 2008 , acaba se confirmando em 2009 na equipe profissional em parceria com Ivan Hurtado no início da temporada.  Henriquez fez seu primeiro gol profissional em 2 de Outubro de 2009 em uma partida que Millonarios empatou 2-2 contra Bogotá em Tunja.
Com a chegada do zagueiro venezuelano Central Alejandro Cichero  , o jogador samário acabou perdendo espaço, sem qualquer motivo, no entanto, ainda alternando entre a equipe titular em cada jogo do Liga Colombiana.

### Queretaro FC
Depois de ser campeão ao final de 2012 , é dada foi emprestado por um ano para Querétaro de México. No primeiro semestre do ano  2013  terminou o campeonato como titular e foi um dos melhores jogadores do clube no torneio.

### Millonarios
No início do ano 2014 voltou ao Millonarios.
Depois de dois anos com o clube acabou não renovando seu contrato, encerrou sua passagem pelo clube com 6 gols e 178 jogos.

### Sport
Em 27 de dezembro de 2015, o Newell's Old Boys demonstrou o seu interesse no jogador, mas não chegaram a um acordo entre as partes. Uma semana depois, no dia 8 de janeiro de 2016, foi para o Brasil e fez seu primeiro treino em seu novo clube, o Sport. Em 11 de Janeiro de 2016 assinou um contrato de 3 anos com o clube.

### Vasco da Gama
Em 15 de julho de 2018, assina com o Club de Regatas Vasco da Gama.
Fez sua estreia com a camisa Cruzmaltina, entrando na segunda etapa na vitória contra o Grêmio, por 1–0, em partida Válida pelo Brasileirão. 

#### 2019
Henríquez estreou no ano de 2019 pelo Vasco contra a Cabofriense, Pelo Campeonato Carioca. Sem espaço no elenco do Vasco, e após quase ter sido negociado com o Bahia, Henríquez voltou a atuar pelo Cruzmaltino no dia 7 de junho, na Vitória contra o Internacional, por 2–1, em partida válida pela 8ª rodada do Campeonato Brasileiro. No Jogo seguinte, contra o Ceará, mesmo com o Braço fraturado, Henríquez atuou e foi um dos destaques da partida, que terminou com o placar de 1–0 a favor do Cruzmaltino. O zagueiro foi um dos destaques da partida pois participou do lance do gol do Vasco e também por ter tido uma atuação defensiva elogiada pelo técnico Vanderlei Luxemburgo. Após ser esquecido pelo ex-técnico Alberto Valentim e chegar a ficar como terceira opção na reserva no Vasco, Henríquez conquistou a confiança do treinador Vanderlei Luxemburgo e se tornou titular absoluto da equipe Cruzmaltina, ao lado de Leandro Castán. Na partida contra o CSA, pela 32ª rodada do Brasileirão, o Zagueiro marcou pela primeira vez com a camisa cruz-maltina. Para o ano de 2020, O clube não chegou a um acordo de renovação com o zagueiro e encerrou as negociações.

## Títulos
Millonarios
- Copa da Colômbia: 2011
- Torneo Finalización: 2012

Sport
- Taça Ariano Suassuna: 2016, 2017, 2018
- Campeonato Pernambucano: 2017

Vasco Da Gama
- Taça Guanabara: 2019